# Ophiactis luteomaculata
Ophiactis luteomaculata är en ormstjärneart som beskrevs av Hubert Lyman Clark 1915. Ophiactis luteomaculata ingår i släktet Ophiactis och familjen bandormstjärnor. Inga underarter finns listade i Catalogue of Life.